# Matra Rancho
O Matra Rancho é um crossover criado pelo grupo de engenharia francês Matra, em cooperação com a montadora Simca, para capitalizar a tendência fora de estrada iniciada pelo Range Rover. O Rancho proporcionou uma "aparência fora de estrada" a um preço mais baixo.

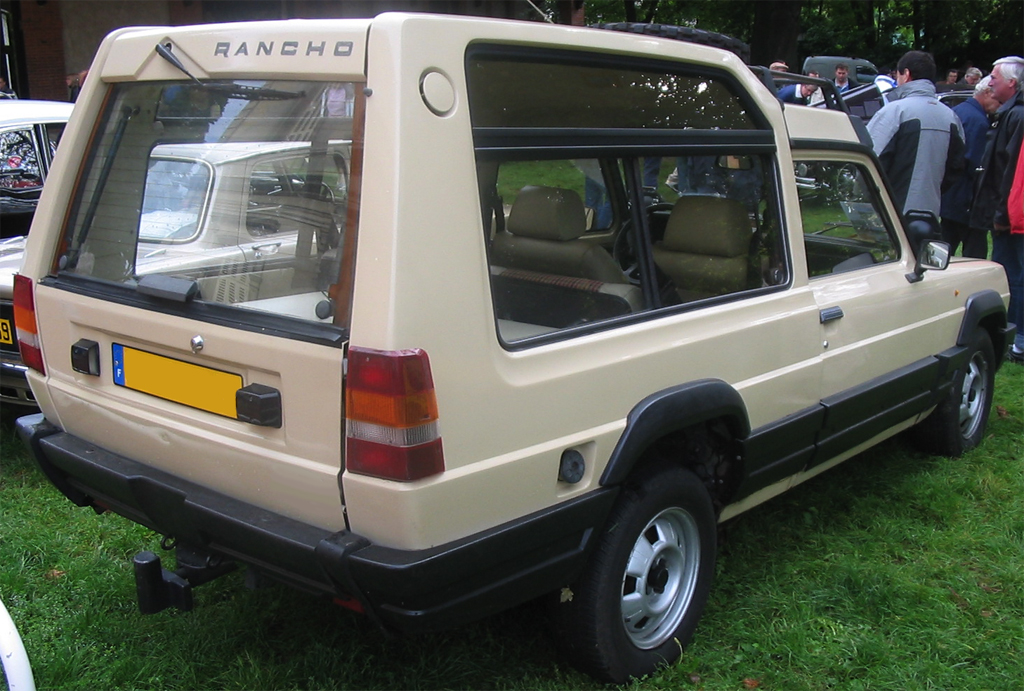
Traseira do Matra Rancho

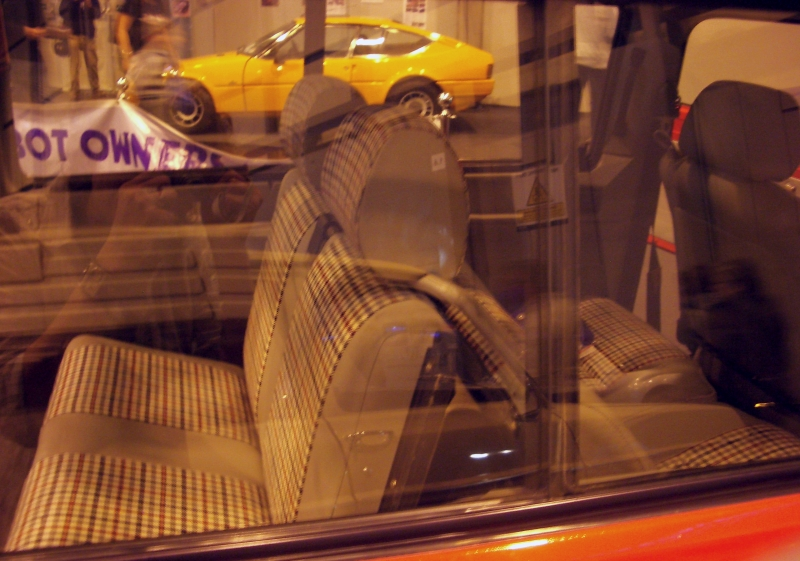
A terceira fila de assentos opcional do Rancho compartilhava apoios de cabeça com os bancos traseiros normais

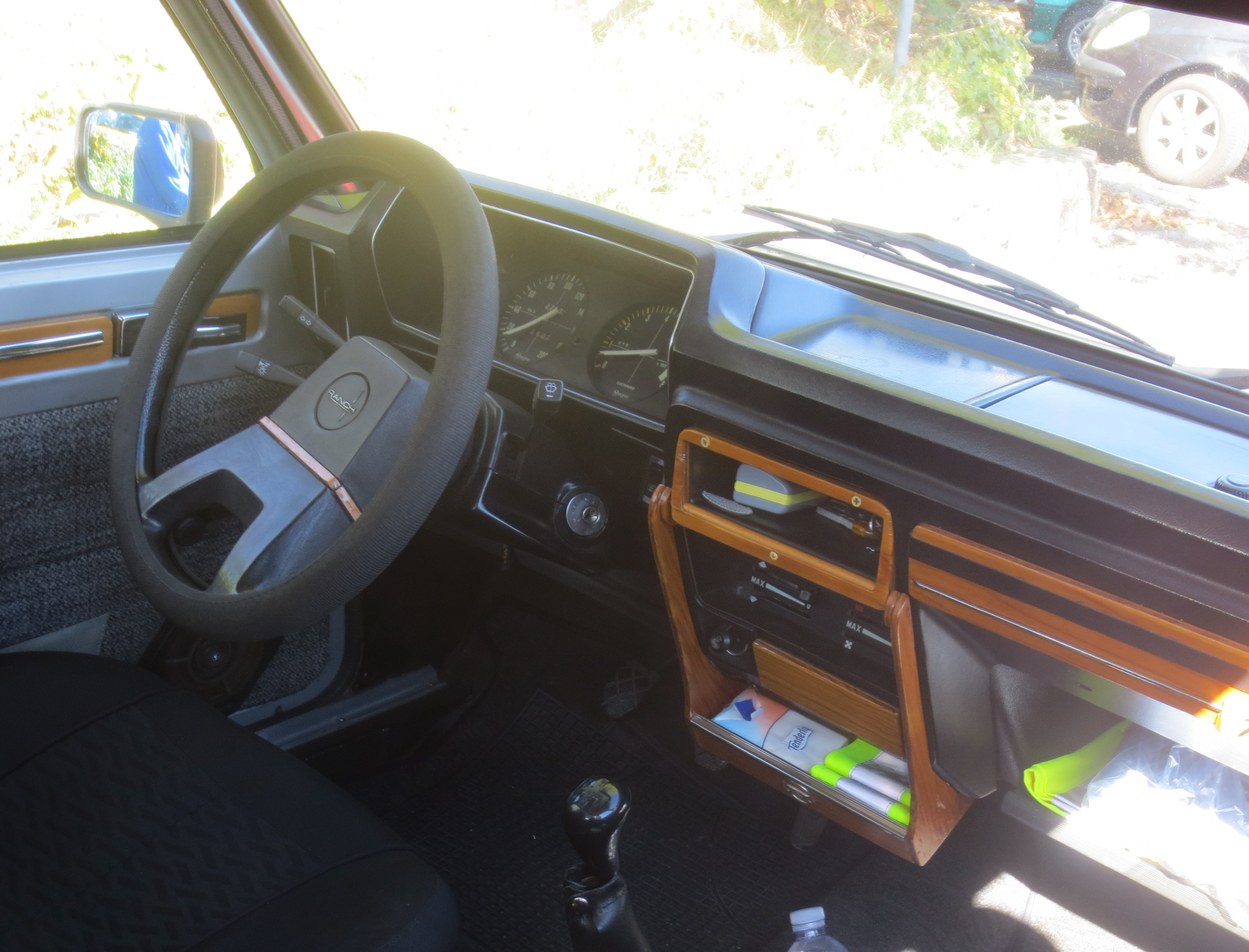
Painel de bordo do Matra Rancho

O Rancho foi lançado em 1977 e se tornou um modelo popular, mas isso não aliviou os problemas maiores da Chrysler Europe (controladora da Simca). A Chrysler finalmente vendeu seu braço europeu para a PSA em 1978, que foi então rebatizada como Talbot em 1979. O Matra-Simca Rancho tornou-se o Talbot Matra Rancho e a produção continuou até 1984 (embora tenha permanecido à venda até janeiro de 1985), atingindo 57.792 carros no total.
Projetado por Antonis Volanis, o Rancho foi baseado na versão picape do popular automóvel da Simca, o Simca 1100, utilizando sua estrutura frontal e chassi alongado. O restante da carroceria foi feito pela Matra em fibra de vidro e poliéster, inclusive as molduras que adornam a carroceria, o que a deixou mais "robusta". Esta tecnologia seria posteriormente utilizada na Renault Espace, a primeira minivan da Europa, fabricada pela Matra. A distância ao solo também foi aumentada. Ao contrário da maioria dos fora de estrada, ele não estava equipado com tração nas quatro rodas, mantendo o layout de tração dianteira do 1100. Outros elementos retidos do 1100 incluíram o painel de bordo e os bancos dianteiros (idênticos aos encontrados no Simca 1100 GLS). O Rancho era movido pela versão de 1.442 cc e 80 cv do motor de quatro cilindros em linha "Motor Poissy".
Durante sua vida, o Rancho foi oferecido em diversas versões. Além do Rancho básico, havia o Grand Raid, equipado com extras fora de estrada como um guincho elétrico no para-choque dianteiro e uma roda sobressalente extra montada no teto - além de um diferencial de deslizamento limitado. Ele também recebeu proteção de material rodante, vidros escurecidos em bronze e estava disponível apenas na cor verde fosco. O Rancho X era o modelo de luxo, com itens de série adicionais, como rodas de liga leve e pintura metálica. A cabine traseira do modelo Découvrable consistia em uma estrutura aberta com capas de tecido enroláveis, que poderia servir como um carro "aberto" em bom tempo. Por fim, o Rancho AS era a versão comercial, sem banco traseiro, o que o tornava isento do imposto francês sobre automóveis de passeio.
O Rancho gerou um sucessor improvável: o Renault Espace. A Matra queria substituir o Rancho pelo seu protótipo do Espace conhecido como "dessin orange", que se traduz como "desenho laranja" em português – tanto o protótipo quanto o fundo em que foi desenhado eram laranja. Previu a forma básica do primeiro Espace, mas só tinha três portas em vez de cinco. A Peugeot (que controlava a Matra na época) considerou o projeto muito caro e pouco promissor. Determinada a levar o seu design para produção, a Matra bateu à porta da Renault e rapidamente adotaram o projeto, que após o seu lançamento em 1984 se tornou indiscutivelmente a primeira minivan europeia.